# Lee Taek-keun
Detta är ett koreanskt namn; familjenamnet är Lee.
Lee Taek-keun, född den 10 juli 1980 i Busan, är en sydkoreansk basebollspelare som tog guld för Sydkorea vid olympiska sommarspelen 2008 i Peking.
Lee representerade även Sydkorea vid World Baseball Classic 2009, när Sydkorea kom tvåa.